# Drop Dead, Gorgeous
Drop Dead, Gorgeous ist eine 2005 gegründete, US-amerikanische Post-Hardcore-Band aus Denver.

## Bandgeschichte
Als Drop Dead, Gorgeous 2005 gegründet wurde, war noch keines der Bandmitglieder 20 Jahre alt.
Der Name entstand als Wortspiel aus der amerikanischen Redewendung „drop-dead gorgeous“. Sie wird im Englischen als Adjektiv für „umwerfend schön“ verwendet. Durch hinzufügen des Kommas entsteht „drop dead, gorgeous“, was die Aufforderung „fall tot um, Schönheit“ ergibt.
Im Mai 2006 veröffentlichten sie das Album In Vogue auf Rise Records. Nach der Veröffentlichung waren sie 2006 nahezu ununterbrochen in den USA auf Tournee.
Am 20. Oktober desselben Jahres wurde bekannt, dass sie das Label wechseln würden – von nun an standen sie bei dem Geffen-Sublabel Suretone Records unter Vertrag; der Produzent für das nächste Album sollte Ross Robinson werden.
Außerdem drehten sie bei einem Konzert in ihrer Heimatstadt, Denver, das Video zu der Single Dressed for Friend Requests.
Laut der Myspace-Seite war die Band im Mai 2007 für die Aufnahmen ihres Albums Worse Than a Fairy Tale im Studio. Das Album erschien in den USA am 14. August 2007. Außerdem spielten sie zusammen mit Scary Kids Scaring Kids und Everytime I Die eine Tour.
Am 2. Juni 2009 wurde das neue Album The Hot n' Heavy in Amerika veröffentlicht. Außerdem verließ Jonathan „Duck“ Leary (Keyboard) die Band. Das neue Album wurde ohne ihn aufgenommen.

## Diskografie
- 2006: Be Mine, Valentine (EP) (Rise Records)
- 2006: In Vogue (Rise Records)
- 2007: Worse Than a Fairy Tale (Geffen/Suretone Records)
- 2009: The Hot n' Heavy (Geffen/Suretone Records)